# فیزیک مفهومی
فیزیک مفهومی کتابی از پل جی. هیوئیت با ترجمهٔ منیژه رهبر است که در سال ۱۳۸۸ منتشر و در مراسم کتاب سال جمهوری اسلامی ایران به‌عنوان کتاب برگزیده معرفی شد.
فیزیک مفهومی در چهار جلد با موضوعات مکانیک  ،ویژگی های ماده،گرما و صوت ، هسته‌ای ، الکتریسیته و مغناطیس،نور  چاپ شده است.